# Sarvepalli Radhakrishnan
Sarvepalli Radhakrishnan (Tiruttani, 5 settembre 1888 – Madras, 17 aprile 1975) è stato un filosofo e politico indiano, fu il primo vicepresidente della Repubblica dal 1952 al 1962 e poi il secondo presidente dell'India dal 1962 al 1967.

## Biografia
Radhakrishnan subì l'influsso della tradizione europea, ma restò fondamentalmente fedele al brahmanesimo, che reinterpretò alla luce degli studi storici e speculativi più avanzati. Fu autore di numerose opere in inglese, tra cui la Filosofia Indiana (1923-1927), nella quale espone la storia del pensiero indiano con intento teoretico e con quel metodo comparato che resterà tipico di alcuni suoi lavori, come La filosofia delle Upanisad (1924) e i commenti a diversi testi sacri dell'induismo. Di particolare interesse è Concezione indù della vita (1927) opera che presenta l'induismo come un "modus vivendi et philosophandi" caratterizzato da larga tolleranza e apertura verso le altre religioni e le altre culture. Nel 1932 Radhakrishnan pubblicò la Concezione idealista della vita, un'analisi dell'idealismo indiano, da intendersi nel più ampio senso del termine, mentre un confronto con il pensiero europeo è svolto nell'ampio saggio Religioni orientali e pensiero occidentale (1939). In suo onore il 5 settembre, giorno della sua nascita, viene celebrata in India la Festa degli insegnanti.
Tra il 1933 e il 1967 fu candidato per ben 27 volte al Premio Nobel per la letteratura, senza mai riceverlo.

## Opere
- La filosofia indiana. Dal Veda al Buddhismo, Einaudi, Torino 1974.
- Bhagavad-Gita. Testo sanscrito con saggio introduttivo e note, Astrolabio - Ubaldini Editore, Roma 1964.